# Kulturfahrplan
Der Kulturfahrplan ist eine von dem Physiker und Politiker Werner Stein (1913–1993) im damals noch in Berlin-Grunewald ansässigen Verlag F.-A. Herbig ab 1946 zunächst als Kleiner Kulturfahrplan in Einzelbänden veröffentlichte synchronistische Geschichtstabelle. Das Werk wurde bis zum Tod des Autors immer wieder erweitert  (1948–1951 – 1343 Seiten in 6 Bänden, 1954 – 1308 Seiten, 1974 – 1611 Seiten, 1993 – 1980 Seiten) und erreichte eine sehr hohe Gesamtauflage: Die Ausgabe von 1993 ist als „740. Tausend“ bezeichnet.
Seit 1993 aktualisierte ein Redaktionsteam die Neuauflagen des als Standardwerk etablierten Werkes, das jetzt allerdings nur noch in Neuauflagen erscheint als Der neue Kulturfahrplan. Zusätzlich gibt es elektronische Varianten des Werkes auf CD. Eine Taschenbuchausgabe erschien im Verlag Fischer 1978. Fremdsprachliche Ausgaben sind u. a.: Bernard Grun: The Timetables of History. A Horizontal Linkage Of People and Events (Based Upon Werner Stein’s Kulturfahrplan). Thames and Hudson, London 1975 und Simon and Schuster, New York 1979.